# Leptomastidea lamto
Leptomastidea lamto är en stekelart som beskrevs av Prinsloo 2001. Leptomastidea lamto ingår i släktet Leptomastidea och familjen sköldlussteklar.
Artens utbredningsområde är:
- Kamerun.
- Gabon.
- Elfenbenskusten.
- Nigeria.
- Togo.

Inga underarter finns listade i Catalogue of Life.